# Храм апостола Павла и Алипия Столпника (Анталья)
Церковь святого апостола Павла и преподобного Алипия Столпника (греч. Ἱερός Ναός αγίων Παύλου του Αποστόλου και Αλυπίου του Κιονίτου) — храм Писидийской митрополии Константинопольской православной церкви, освящённый в честь апостола Павла и Алипия Столпника и расположенный в городе Анталья в Турции.

## История
Согласно ктиторской надписи, храм был построен на средства семей греков Евстратия и Ефрема Данилидисов. Хаджи-Евстратий и Хаджи-Ефрем были двоюродными братьями. Своим неустанным трудом они приобрели большое состояние и были известными благотворителями, пекущимися о местных жителях Антальи. Из той же ктиторской надписи известно, что храм заложен в крепости греческого квартала Кылычарслан 1 августа 1843 года, а его строительство было закончено 6 мая 1844 года. Скорее всего, был домовым храмом большой семьи Данилидисов и после Малоазийской катастрофы и насильственного обмена населениями между Турцией и Грецией в 1922 году перешёл в собственность частного лица.
Здание храма было заброшено на протяжении 75 лет. Последние собственники, по разрешению и под надзором Археологического управления Анталии, начали работы по укреплению наружного облика стен, фундамента, изготовлению окон и дверей, лестниц и настилов пола.
В 2006 году были собраны и переданы патриарху Варфоломею более 300 подписей под обращением с просьбой открыть в Анталье русский православный храм. Данная тема обсуждалась, в частности, на встрече патриарха Варфоломея и патриарха Алексия II в Стамбуле в 2007 году.
С 12 июля 2009 года до передачи храма во владение Константинопольского патриархата, с разрешения местных властей и владельцев здания, в храме периодически проводились богослужения. Таким образом была удовлетворена потребность в духовном окормлении тысяч православных верующих, которые за последние годы переселились в Анталию из разных православных стран, в основном, из славянских. В 2010 году состоялось открытие храма. Семья Данилидисов посвятила храм преподобному Алипию Столпнику, но было решено, что в обновлённом храме также будет освящён престол и в честь апостола Павла: Анталья — место проповеди апостола Павла во время его первого апостольского путешествия. По мнению настоятеля храма архимандрита Виссариона (Комзиаса), «открытие русского православного прихода в Анталье на канонической территории Константинопольского Патриархата — это большой прорыв и в отношениях между Церквами-сёстрами, и в отношениях между Москвой и Анкарой».
Летом 2011 года храм был снабжён всей необходимой деревянной утварью, которую пожертвовала православная община Кореи, а также иконами и богослужебными сосудами.
4 сентября 2011 года храм, спустя 90 лет запустения, освятил митрополит Писидийский Сотирий (Трамбас). С того времени храм открыт ежедневно для посещения. Богослужения происходят в основном на церковнославянском языке, а также частично на турецком, греческом и украинском. Первоначально богослужения совершались по новоюлианскому календарю (новый стиль), а сейчас — по юлианскому календарю (старый стиль), принятому на Афоне и в России.
15 июля 2012 года храм впервые посетил патриарх Константинопольский Варфоломей; визит был приурочен ко дню памяти собора святых в Писидии просиявших.
Вплоть до конца января 2019 года в храме настоятельствовал архимандрит Михаил (Анищенко). С 2019 по август 2024 года настоятелем служил иеромонах Владимир (Русанен). 
21 июля 2019 года за литургией в церкви патриарх Константинопольский Варфоломей, митрополит Писидийский Сотирий (Трамбас), митрополит Галлиопольский Стефан (Динидис), митрополит Кидонийский Афинагор (Хрисанис) и митрополит Силиврийский Максим (Вгенопулос) совершили архиерейскую хиротонию епископа Амвросия (Хорозидиса), деятельность которого как викария Писидийской митрополии призвана быть сосредоточена на окормлении славяноязычных православных верующих, проживающих в регионе Анталья.
17 сентября 2022 года в храме преподобного Алипия Столпника состоялась интронизация новоизбранного митрополита Писидийского Иова (Геча), который после своего избрания переехал в Анталью и посвятил свою деятельность дальнейшему развитию митрополии, в которой на настоящий момент, помимо этого храма, есть ещё два: в Манавгате и в Аланье.

## Святыни храма
- Часть мощей преподобного Алипия Столпника
- Чтимая икона Божией Матери «Киккская-Атталийская»